# 中国人民解放军海军威海水警区
中国人民解放军海军威海水警区，机关驻地山东省威海市，是中国人民解放军北部战区海军的水警区。

## 沿革
1950年9月19日，以原十一军通信营的通信队、中国人民解放军第二野战军军政大学第三分校第三总队干部大队部分人员及青岛基地机关部分人员189人为基础，组建威海卫巡防区。主任丁维昆。1952年5月20日，以威海卫巡防区为基础，组建威海卫水警区，执行师级权限，归属青岛基地建制领导。司令员杨世忠，政委范朝福。1954年11月26日，威海卫水警区改建为海军威海基地。1964年4月1日，威海基地改建为威海水警区。1969年10月，烟台基地成立后，威海水警区隶属烟台基地建制。1985年10月，烟台基地撤销，成立青岛基地，威海水警区改归青岛基地建制。21世纪初，在建制调整中，改归北海舰队机关管理。

## 编制
舰船
- 信阳舰（舷号501，2015年3月7日入列）[3]
- 黄石舰（舷号502，2015年5月6日入列）[4]
- 秦皇岛舰（舷号505，2015年10月16日入列）[5][6]

## 历任领导
| 司令员 - 杨世忠（1952年5月—1954年） - 陈福章（1954年—1954年） - 陈福章（1954年—1964年，海军威海基地司令员） - 陈福章（1964年—？） …… - 张学增（？—2002年） - 王凌（2002年—？） - 吴洪乐（？—？） - 王琦（？—） | 政治委员 - 范朝福（1952年5月—1954年） - 范朝福（1954年—？，海军威海基地政委） - 柳谦（？—？，海军威海基地政委） …… - 赵伟（？—1970年1月） …… - 岳海岩（1983年8月—1985年1月） …… - 赵春光（？—？） - 梁亚平（？—？） - 董振玉（？—） |